# Acanthodactylus aegyptius
Espèce
Acanthodactylus aegyptius est une espèce de sauriens de la famille des Lacertidae.

## Répartition
Cette espèce se rencontre en Israël et dans l'est de l'Égypte.

## Étymologie
Cette espèce est nommée en référence au lieu de sa découverte.

## Publication originale
- Baha El Din, 2007 : A new lizard of the Acanthodactylus scutellatus group (Squamata: Lacertidae) from Egypt. Zoology in the Middle East, vol. 40, p. 21-32.